# Festival de Música de Tanglewood
O Festival de Música de Tanglewood  é realizado todo verão na localidade de Tanglewood, Lenox, Massachusetts em Berkshire Hills no oeste de Massachusetts.
O festival consiste de uma série de concertos, incluindo música sinfônica, música de câmara, música de coral, música teatral, música contemporânea, jazz e música pop. A Orquestra Sinfônica de Boston reside no festival, mas muitos dos concertos são tocados por outros grupos. É o único festival de premiação musical dos Estados Unidos e um dos melhores do mundo.